# Fernando Cámara
Fernando Cámara(Madrid, 1969) és un cineasta, guionista i escriptor espanyol. Nominat al Goya al millor director novell per la seva primera pel·lícula, Memorias del ángel caído. També ha estat guanyador del XVI premi de narrativa Francisco García Pavón per la seva novel·la Con todo el odio de nuestro corazón. 

## Biografia
De nen roda amb el seu germà una sèrie de curts en súper 8 amb tècnica stop motion que emulen a les grans pel·lícules dels anys 70 i 80, i que projecten als seus airgamboys i madelman.
S'inicia en l'audiovisual com a guionista en sèries de televisió i debuta al cinema amb el llargmetratge Memorias del ángel caído, pel qual és nominat al Goya al millor director novell al costat de David Alonso. Col·labora amb Pedro Costa en les pel·lícules que componen la tercera temporada de La huella del crimen.
Sol incórrer en gèneres com el terror i el thriller, i algun flirteig amb l'humor.
En el camp literari, ha estat candidat a diversos premis. Va obtenir el Premi Nocte al millor relat nacional amb La bici amarilla en 2013 i el XVI Premi Francisco García Pavón de Narrativa policíaca per Con todo el odio de nuestro corazón en 2014. Nominat en 2017 al premi Ignotus a millor còmic digital per Galaxia Bramford. Des de 1997 és professor de guió i narrativa audiovisual i membre de l'Acadèmia de les Arts i les Ciències Cinematogràfiques.

## Filmografia
Director
- Memorias del ángel caído (1997)
- Trastorno (2006)
- El caso Wanninkhof (2008), minisèrie de dos capítols
- El crimen de los marqueses de Urquijo (2009)
- El asesino dentro del círculo (2010), ambdós episodis de la sèrie La huella del crimen

Guionista
- El crimen de los marqueses de Urquijo (2009)
- Más de mil cámaras velan por tu seguridad (2003)
- Memorias del ángel caído (1997)

## Narracions
- Necróparis (2010)
- La ciudad vestida de negro, Antología (2012) Una antologia de 20 relats que inclou el seu relat La bici amarilla, per la que va obtenir el premi Nocte.
- Con todo el odio de nuestro corazón (2013) guanyadora del XVI Premi Francisco García Pavón de Narrativa policíaca.
- Anatomías secretas, Antología (2013) el seu relat Axol, fou nominat al premi Nocte.
- eYOs (2017) Antología d .
- Galaxia Bramford (2016-17) Còmic surrealista per entregues